# Asia Cup 2012
Der Asia Cup 2012 war die 11. Ausgabe des Cricketwettbewerbes für asiatische Nationalmannschaften der im ODI-Format ausgetragen wird. Im Finale konnte sich Pakistan gegen Bangladesch mit 2 Runs durchsetzen.

## Teilnehmer
Die Teilnehmer waren Gastgeber Bangladesch, die restlichen drei Nationen mit Teststatus.
| - Bangladesch - Indien - Pakistan - Sri Lanka |

## Format
In einer Gruppenphase spielte jedes Team gegen jedes andere. Der Sieger eines Spiels bekam 4 Punkte, für ein Unentschieden oder No Result gibt es 2 Punkte. Wenn die Run Rate der Siegermannschaft das 1.25-fache der unterlegenen Mannschaft überschritt, bekam sie einen Bonuspunkt. Die beiden Gruppenersten spielen im Anschluss im Finale den Turniersieger aus.

## Kaderlisten
Indien benannte seinen Kader am 29. Februar, Sri Lanka am 2. März, Pakistan am 3. März und Bangladesch am 6. März.
| Bangladesch | Indien | Pakistan | Sri Lanka |
| --- | --- | --- | --- |
| - Mushfiqur Rahim (K & wk) - Mahmudullah (VK) - Shakib Al Hasan - Anamul Haque (wk) - Nasir Hossain - Nazmul Hossain - Shahadat Hossain - Tamim Iqbal - Jahurul Islam (wk) - Shafiul Islam - Imrul Kayes - Mashrafe Mortaza - Nazimuddin - Abdur Razzak - Elias Sunny | - Mahendra Singh Dhoni (K & wk) - Virat Kohli (VK) - Ravichandran Ashwin - Ashok Dinda - Gautam Gambhir - Ravindra Jadeja - Praveen Kumar - Vinay Kumar - Yusuf Pathan - Irfan Pathan - Suresh Raina - Rahul Sharma - Rohit Sharma - Sachin Tendulkar - Manoj Tiwary | - Misbah-ul-Haq (K) - Umar Akmal - Shahid Afridi - Saeed Ajmal - Sarfraz Ahmed (wk) - Azhar Ali - Hammad Azam - Aizaz Cheema - Umar Gul - Mohammad Hafeez - Nasir Jamshed - Younis Khan - Abdur Rehman - Wahab Riaz - Asad Shafiq | - Mahela Jayawardene (K) - Dinesh Chandimal (wk) - Tillakaratne Dilshan - Shaminda Eranga - Chamara Kapugedera - Nuwan Kulasekara - Suranga Lakmal - Farveez Maharoof - Lasith Malinga - Angelo Mathews - Thisara Perera - Seekkuge Prasanna - Kumar Sangakkara (wk) - Sachithra Senanayake - Upul Tharanga - Lahiru Thirimanne |

## Stadien
Das folgende Stadion wurden für das Turnier vorgesehen.
| Stadt | Stadion                                | Kapazität |
| ----- | -------------------------------------- | --------- |
| Dhaka | Sher-e-Bangla National Cricket Stadium | 26.000    |

## Vorrunde
Tabelle
|             | Sp. | S | N | R | BP | Punkte | NRR    |
| ----------- | --- | - | - | - | -- | ------ | ------ |
| Pakistan    | 3   | 2 | 1 | 0 | 1  | 9      | +0.444 |
| Bangladesch | 3   | 2 | 1 | 0 | 0  | 8      | +0.022 |
| Indien      | 3   | 2 | 1 | 0 | 0  | 8      | +0.377 |
| Sri Lanka   | 3   | 0 | 3 | 0 | 0  | 0      | −0.887 |

Spiele
| 11. März Scorecard | Dhaka | Pakistan 262-8 (50)          | – | Bangladesch 241 (48.1) |
|                    |       | Pakistan gewinnt mit 21 Runs |   |                        |

| 13. März Scorecard | Dhaka | Indien 304-3 (50)          | – | Sri Lanka 254 (45.1) |
|                    |       | Indien gewinnt mit 50 Runs |   |                      |

| 15. März Scorecard | Dhaka | Sri Lanka 188 (45.4)           | – | Pakistan 189-4 (39.5) |
|                    |       | Pakistan gewinnt mit 6 Wickets |   |                       |

| 16. März Scorecard | Dhaka | Indien 289-5 (50)                 | – | Bangladesch 293-5 (49.2) |
|                    |       | Bangladesch gewinnt mit 5 Wickets |   |                          |

| 18. März Scorecard | Dhaka | Pakistan 329-6 (50)          | – | Indien 330-4 (47.5) |
|                    |       | Indien gewinnt mit 6 Wickets |   |                     |

| 20. März Scorecard | Dhaka | Sri Lanka 232 (49.5)              | – | Bangladesch 212-5 (37.1) |
|                    |       | Bangladesch gewinnt mit 5 Wickets |   |                          |

## Finale
| 22. März Scorecard | Dhaka | Pakistan 236-9 (50)         | – | Bangladesch 234-8 (50) |
|                    |       | Pakistan gewinnt mit 2 Runs |   |                        |